# Leonardo Navarro
José Leonardo Navarro Galindez (1915 – 1º febbraio 2000) è stato un calciatore messicano, di ruolo attaccante.

## Carriera
In Nazionale giocò due amichevoli, il 26 ed il 28 maggio 1950, entrambe contro la Spagna, in vista dei Mondiali 1950 per i quali fu convocato.